# 30 رمضان
- السبت
- الأحد
- الاثنين
- الثلاثاء
- الأربعاء
- الخميس
- الجمعة

- 11 مارس 2025
- 22 مارس 2025
- 33 مارس 2025
- 44 مارس 2025
- 55 مارس 2025
- 66 مارس 2025
- 77 مارس 2025
- 88 مارس 2025
- 99 مارس 2025
- 1010 مارس 2025
- 1111 مارس 2025
- 1212 مارس 2025
- 1313 مارس 2025
- 1414 مارس 2025
- 1515 مارس 2025
- 1616 مارس 2025
- 1717 مارس 2025
- 1818 مارس 2025
- 1919 مارس 2025
- 2020 مارس 2025
- 2121 مارس 2025
- 2222 مارس 2025
- 2323 مارس 2025
- 2424 مارس 2025
- 2525 مارس 2025
- 2626 مارس 2025
- 2727 مارس 2025
- 2828 مارس 2025
- 2929 مارس 2025
- 130 مارس 2025
- 231 مارس 2025
- 31 أبريل 2025
- 42 أبريل 2025
- 53 أبريل 2025
- 64 أبريل 2025

30 رمضان أو 30 رمضان المُبارك أو يوم 30 \ 9 (اليوم الثلاثون من الشهر التاسع) هو اليوم السادس والستون بعد المائتين (266) من أيَّام السنة (أو السابع والستون بعد المائتين لو كان شهر شعبان مُتممًا لليوم الثلاثين أو الثامن والستون بعد المائتين لو أتم كلاً من صفر وربيع الآخر وجمادى الآخرة وشعبان ثلاثين يوماً) وفق التقويم الهجري القمري (العربي). يبقى بعده 88 أو 89 يومًا لانتهاء السنة. وهذا اليوم هو اليوم الآخير من أيام شهر رمضان، ولا يتكرر هذا اليوم لأن الرؤية قد تثبت عند يوم 29.

## أحداث
- 515 هـ - اغتيال الوزير الفاطمي الأفضل شاهنشاه بن أمير الجيوش وكان عمره سبعًا وخمسين سنة، وقد اغتاله أربعة رجال أثناء إشرافه على ترتيبات الاحتفال بعيد الفطر، وانتهزوا فرصة زجره للناس وأبعاده لهم عنه وخلو الحراس من حوله فانقضوا عليه وقتلوه، وقد تم القبض على الجناة وقتلوهم واحرقوا جثثهم.
- 841 هـ - هجوم سيل عظيم هائل على مدينة فاس بالمغرب فأغرق خلائق كثيرين وهدم عدة مساكن.
- 1213 هـ - نابليون بونابرت يستولي على مدينة يافا بفلسطين.
- 1341 هـ - تأسيس إمارة شرق الأردن.
- 1352 هـ - زلزال في بيهار بالهند ونيبال بقوة 8.4 على مقياس ريختر يؤدي إلى وفاة 10700 شخص.
- 1384 هـ - تأميم الهاتف والبرق في الكويت.
- 1393 هـ - زامبيا وغامبيا يقطعان علاقاتهما الدبلوماسية مع إسرائيل.
- 1408 هـ - عودة العلاقات الدبلوماسية بين الجزائر والمغرب بعد قطيعة دامت 12 سنة.
- 1420 هـ - العشرات من الصهاينة العاملين في سلطة الآثار الإسرائيلية يتظاهرون احتجاجا على عمليات الترميم في المسجد الأقصى.
- 1428 هـ - تركيا تستدعي السفير الأمريكي لديها بعد أن أصدر مجلس النواب الأمريكي قانونًا يعترف بالمجازر الأرمنية التي وقعت خلال العصر العثماني.
- 1431 هـ - الحكومة الإيرانية تقضي بإبطال حكم الإعدام بالرجم بحق سکينة محمدي آشتياني، المتهمة بالزنا والتآمر على قتل زوجها، بعد ضغوطاتٍ دولية عديدة.
- 1434 هـ - سقوط طائرة نقل عسكرية يمنية في محافظة مأرب ومقتل قائد اللواء 107 مشاة العميد حسين مشعبة فيها وعشرة آخرين.
- 1441 هـ - تحطم طائرة ركاب تابعة للخطوط الجوية الباكستانية الدولية بالقرب من كراتشي.

## مواليد
- 384هـ - ابن حزم الأندلسي، إمام حافظفقيه ظاهري.
- 1287 هـ - عبد العزيز فهمي، قانوني وسياسي وشاعر مصري.
- 1304 هـ - محمد عزة دروزة، مفكر وكاتب ومناضل قومي عربي.
- 1316 هـ - جودت صوناي، رئيس تركيا.
- 1347 هـ - محمد قنديل، مغني مصري.
- 1354 هـ -
  - الصادق المهدي، رئيس وزراء السودان.
  - سميرة توفيق، مطربة لبنانية.
- 1355 هـ - آغا خان الرابع، إمام الشيعة الإسماعيلية.
- 1358 هـ -
  - محمود القلعاوي، ممثل مصري.
  - محمد عبد الولي، روائي ومثقف يساري يمني.
- 1368 هـ - شوقي شامخ، ممثل مصري.
- 1369 هـ - سعاد عبد الله، ممثلة كويتية.
- 1372 هـ - نجيب الإمام، حكم كرة قدم تونسي.
- 1383 هـ - عصام سلطان، محامي وسياسي ومفكر مصري.
- 1390 هـ -
  - منى فتو، ممثلة مغربية.
  - عاصي الحلاني، مغني لبناني.
- 1392 هـ - تامر هجرس، ممثل مصري.
- 1401 هـ - مونيا، ممثلة ومغنية كويتية.
- 1402 هـ - هبة الدري، ممثلة مصرية تعمل في الكويت.

## وفيات
- 43 هـ - عمرو بن العاص، صحابي وفاتح مصر وواليها.
- 256 هـ - محمد بن إسماعيل البخاري، إمام حافظ وفقيه محدث.
- 393 هـ - أبو بكر عبد الكريم الطائع لله، الخليفة العباسي الخامس والعشرون.
- 515 هـ - الأفضل شاهنشاه، وزير فاطمي.
- 622 هـ - أحمد الناصر لدين الله، الخليفة العباسي الرابع والثلاثون.
- 1014 هـ - أبو المعالي الطالوي، فقيه وأديب وشاعر شامي.
- 1429 هـ - جورج عدة، سياسي تونسي.
- 1441 هـ - آدم حنين، نحات ورسام مصري.

## وصلات خارجية
- موقع قصة الإسلام: حدث في شهر رمضان.